# Ettore Fieramosca (opera)
Ettore Fieramosca è un'opera in quattro atti di Carlo Adolfo Cantù, su libretto di Edoardo Augusto Berta, basata sull'omonimo romanzo di Massimo d'Azeglio.